# Cemitério Eternitatea

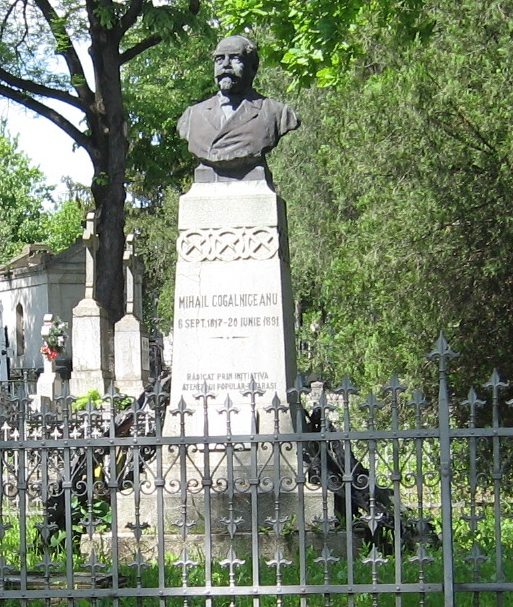
Sepultura de Mihail Kogălniceanu no Eternitatea

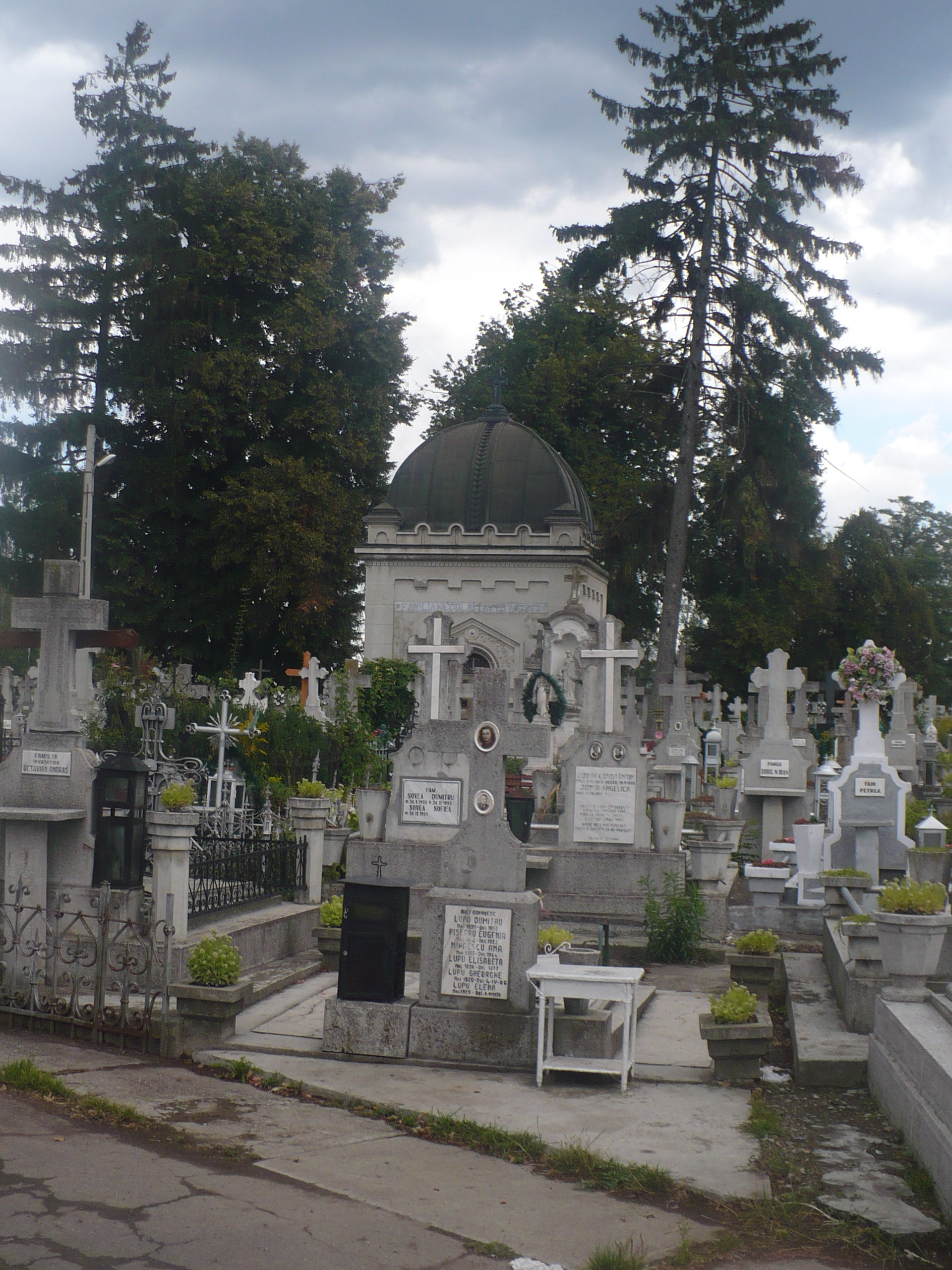
Sepulturas no Cemitério Eternitatea

Eternitatea é o maior cemitério em Iași, Romênia.

## Sepultamentos notáveis
- Vasile Adamachi, filantropo
- Dimitrie Anghel, poeta e escritor
- Sabin Bălașa, pintor, escritor e diretor
- Nicolae Beldiceanu, poeta e escritor
- George Matei Cantacuzino, arquiteto
- Eduard Caudella, compositor, violinista, condutor, professor e crítico musical
- Otilia Cazimir, escritor, poeta, tradutor e publicista
- Mihail Cerchez, general
- Grigore Cobălcescu, geologista e paleontologista
- Mihai Codreanu, poeta
- Vasile Conta, filósofo, escritor e ministro
- Ion Creangă, escritor
- Ioan Petru Culianu, historiador da religião, escritor e ensaista
- Mircea David, futebolista
- Barbu Ștefănescu Delavrancea, escritor, orador, advogado e prefeito de Bucareste
- Nicolae Gane, escritor e político
- Gheorghe Ghibănescu, historiador, genealogista e filólogo
- Markus Glaser, bispo católico romano
- Mihail Kogălniceanu, advogado, historiador, publicista e Primeiro Ministro da Romênia
- Radu Korne, general
- Gheorghe Gh. Mârzescu, jurista e prefeito de Iași
- Dumitru C. Moruzi, escritor
- Gavriil Musicescu, compositor, musicologista e condutor
- Marija Obrenović, boiarda
- Alexandru A. Philippide, escritor e tradutor
- Vasile Pogor, político, publicista e poeta
- Petru Poni, químico, físico, professor, mineralogista e político
- Ștefan Procopiu, físico, professor e inventor
- Aristizza Romanescu, atriz
- George Topîrceanu, poeta, escritor e publicista